# Людвиг Фердинанд Баварский
Принц Людвиг Фердинанд Баварский (нем. Ludwig Ferdinand Maria Karl Heinrich Adalbert Franz Philipp Andreas Konstantin von Bayern, 22 октября 1859, Мадрид — 23 ноября 1949[…], Мюнхен) — принц Баварский из династии Виттельсбахов, генерал от кавалерии. После брака с испанской инфантой Марией де ла Пас, дочерью королевы Изабеллы II, получил титул инфанта Испании.

## Биография
Людвиг Фердинанд — сын принца Адальберта Баварского и испанской инфанты Амелии Филиппины. По отцу внук короля Баварии Людвига I и Терезы Саксен-Гильдбургаузенской, по матери — инфанта Франсико Испанского и принцессы Луизы Карлоты Бурбон-Сицилийской. Дядями Людвига по отцовской были Максимилиан II, король Баварии, Оттон, король Греции принц-регент Луитпольд, по материнской король-консорт Испании Франсиско, супруг королевы Изабеллы II.

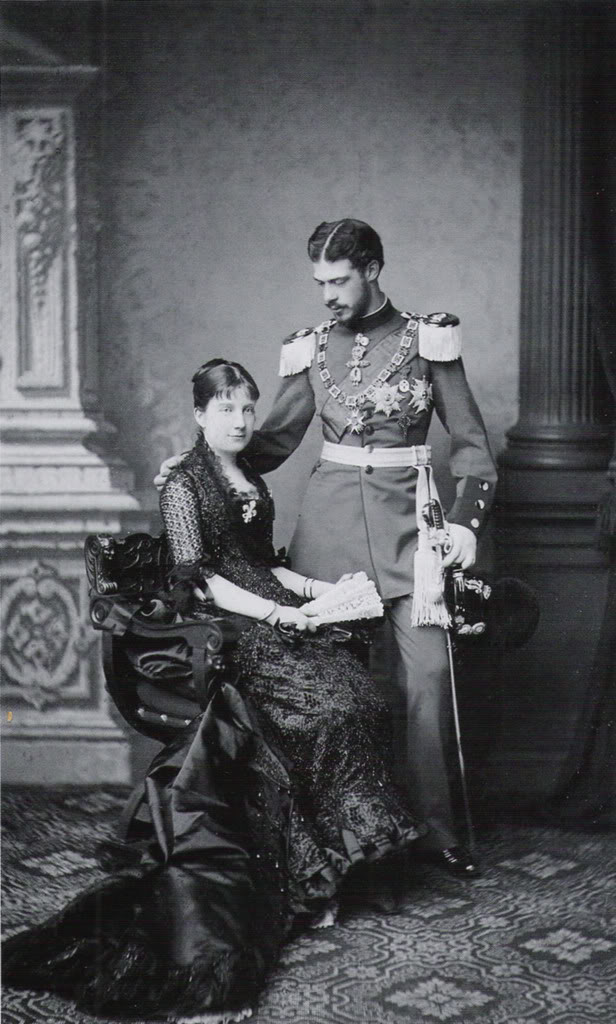
Людвин Фердинанд вместе с будущей супругой инфантой Марией де ла Пас

Весной 1880 года начали ходить слухи о возможном браке принца Людвига Фердинанда Баварского и испанской инфанты Марии де ла Пас, дочери королевы Изабеллы II и двоюродной сестры Людвига.
Король Альфонсо XII, который учился вместе с Людвигом Фердинандом, пригласил его в Мадрид для встречи с Марией. 5 июля 1880 года Мария записала в своём дневнике:
Тётя Амелия в Париже вместе со своими сыновьями Людвигом, Альфонсо и дочерью Изабеллой. Людвиг хочет встретиться со мной, потому что ему понравился мой портрет. Мой брат пригласил их в Мадрид погостить, братья приедут осенью. Я много слышала о Людвиге, говорят, что он вежливый и серьёзный.  Он, наверное, думает, что я также хороша в жизни как и на портрете. Я оставляю всё в руках Бога...
Когда осенью они наконец встретились, инфанта наотрез отказалась выходить за него замуж, заявив о его непривлекательности. Она отвергла его предложение, но он стал настаивать. После двух лет, не имея других вариантов замужества, Мария наконец согласилась выйти замуж. В январе 1883 года Людвиг вторично приехал в Мадрид просить руки инфанты. Свадьба состоялась в часовне Королевского дворца в Мадриде 2 апреля 1883 года. Мария сохранила свой титул испанской инфанты с правом наследования короны, а также получила 150 000 песет.
На пути в Мюнхен супруги посетили отца Марии в Париже. В Баварии молодые поселились во дворце Нимфенбург, находившемся за пределами Мюнхена. Людвиг был хорошим другом и двоюродным братом короля Людвига II. При его дворе он отвечал за финансовые дела королевства. Но их дружба была не долгой. Король Людвиг умер при загадочных обстоятельствах в 1886 году. Его тело было найдено в Штарнбергском озере. Обстоятельства смерти до сих пор остаются неясными. После его смерти королём стал единственный брат Людвига, король Отто, который был признан невменяемым. Дядя Отто, принц Луитпольд Баварский стал принцем-регентом при своём племяннике вплоть до собственной смерти в 1912 году.
Людвиг Фердинанд был большим любителем музыки и сам играл на скрипке в Мюнхенском королевском оркестре. Кроме того, он сделал хорошую военную карьеру, увлекался медициной, изучая её в университете в Мюнхене. Пара избегала придворной жизни и жила уединённо вместе с тремя детьми во дворце Нимфенбург.

## Дети
В браке родилось трое детей:
- Фердинанд Баварский, инфант испанский (1884—1958) женат на Марии Терезе Испанской, дочери Альфонсо XII, четверо детей;
- Адальберт Баварский, инфант испанский (1886—1970) женат на графине Августе Сефрид, дипломат и историк, двое детей;
- Пилар Баварская, инфанта испанская (1891—1987), замужем не была, детей не имела.

Все они унаследовали любовь родителей к музыке и изобразительному искусству. Старший сын Фердинанд женился на дочери короля Альфонсо XII Марии Терезе и прожил всю жизнь в Испании. Принц Адальберт был писателем и историком, принцесса Пилар стала художником и написала книгу о правлении короля Альфонсо XIII. После того, как старший сын поселился в Испании, Мария часто навещала его и свою родню.
Скончался принц Людвиг Фердинанд в возрасте 90 лет, пережив свою супругу на три года. Похоронен в церкви Святого Михаила в Мюнхене.